# Kleine Jesajarolle

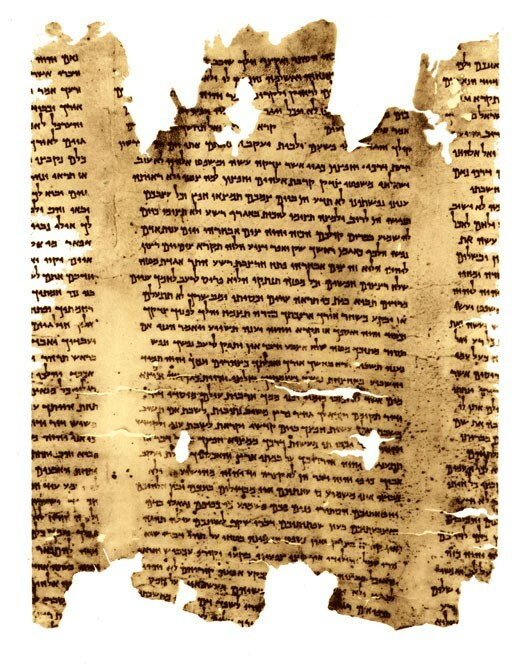
Kleine Jesajarolle

Die kleine Jesaja-Rolle (1Q8 oder 1QIsab) ist eine unvollständige Lederrolle, die um 50/25 v. Chr. beschrieben wurde und zu den Schriftrollen von Qumran gehört. Sie enthält den Text aus 48 Kapiteln des Buches Jesaja in hebräischer Sprache. Der Text ist fast identisch mit dem masoretischen Text in den mittelalterlichen Handschriften, was auf eine hohe Textgenauigkeit der Abschriften über mehr als tausend Jahre weist.
Die Rolle wurde 1947 von Beduinen in Höhle 1 in Qumran am Toten Meer gefunden und mit sieben weiteren Rollen an Wissenschaftler der Hebräischen Universität in Jerusalem verkauft. Sie befindet sich heute im Israel-Museum in Jerusalem.

## Text
- Eugene Ulrich, Peter W. Flint (Hrsg.): Qumran Cave 1.II: The Isaiah Scrolls. Part 1: Plates and Transcriptions. Part 2: Introductions, Commentary, and Textual Variants (= Discoveries in the Judean Desert. Band XXXII). Clarendon Press, Oxford 2011.